# جون أيكمن (لاعب رماية)
جون أيكمن (بالسويدية: Johan Ekman)‏ هو لاعب رماية سويدي، ولد في 10 أكتوبر 1854 في Härkeberga ‏ في السويد، وتوفي في 30 ديسمبر 1922 في Bromma ‏ في السويد.

## وصلات خارجية
- جون أيكمن على موقع أوليمبيديا (الإنجليزية)
- جون أيكمن على موقع اللجنة الأولمبية السويدية (السويدية)